# Maria Hilf (Siegenhofen)

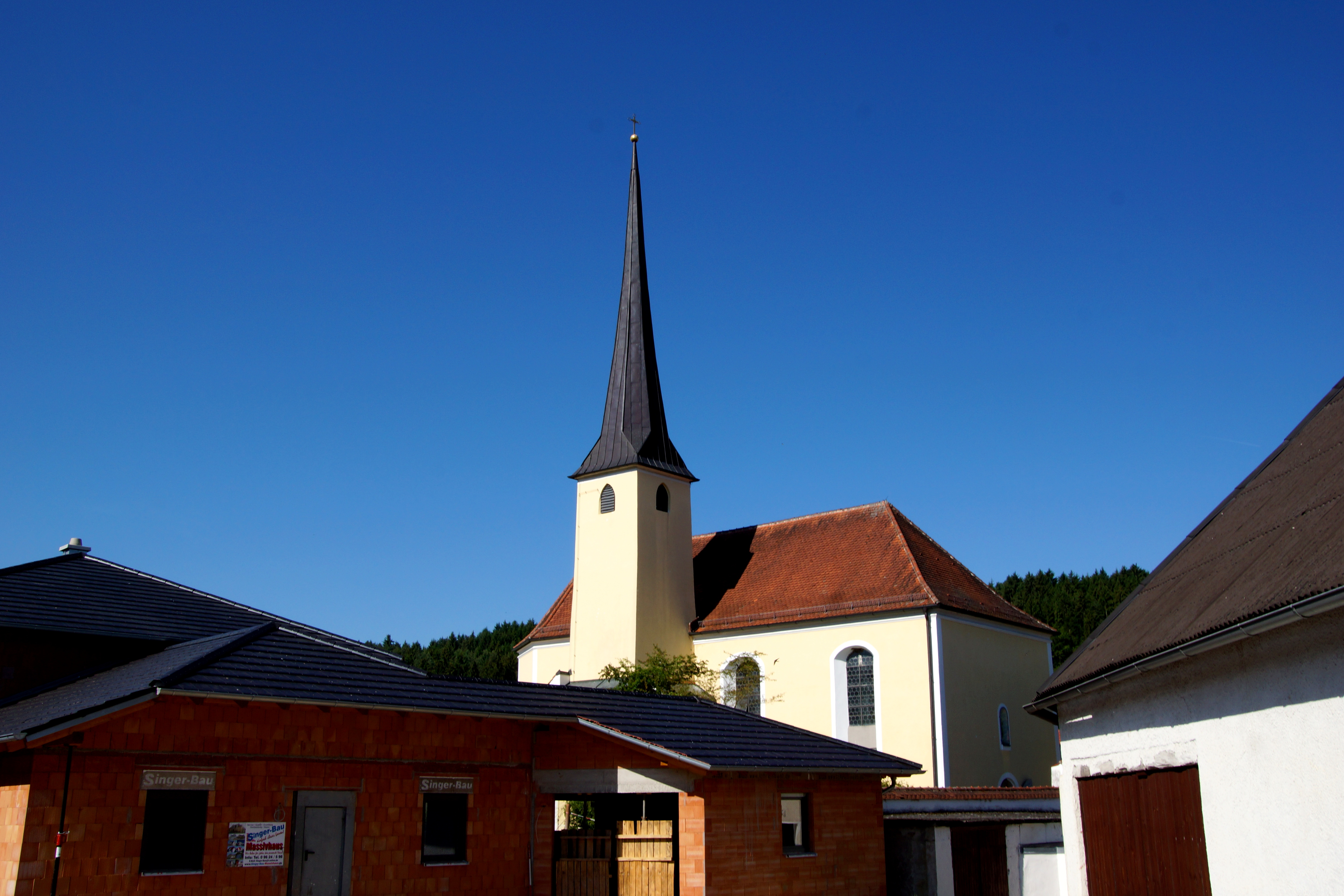
Maria Hilf (Siegenhofen)

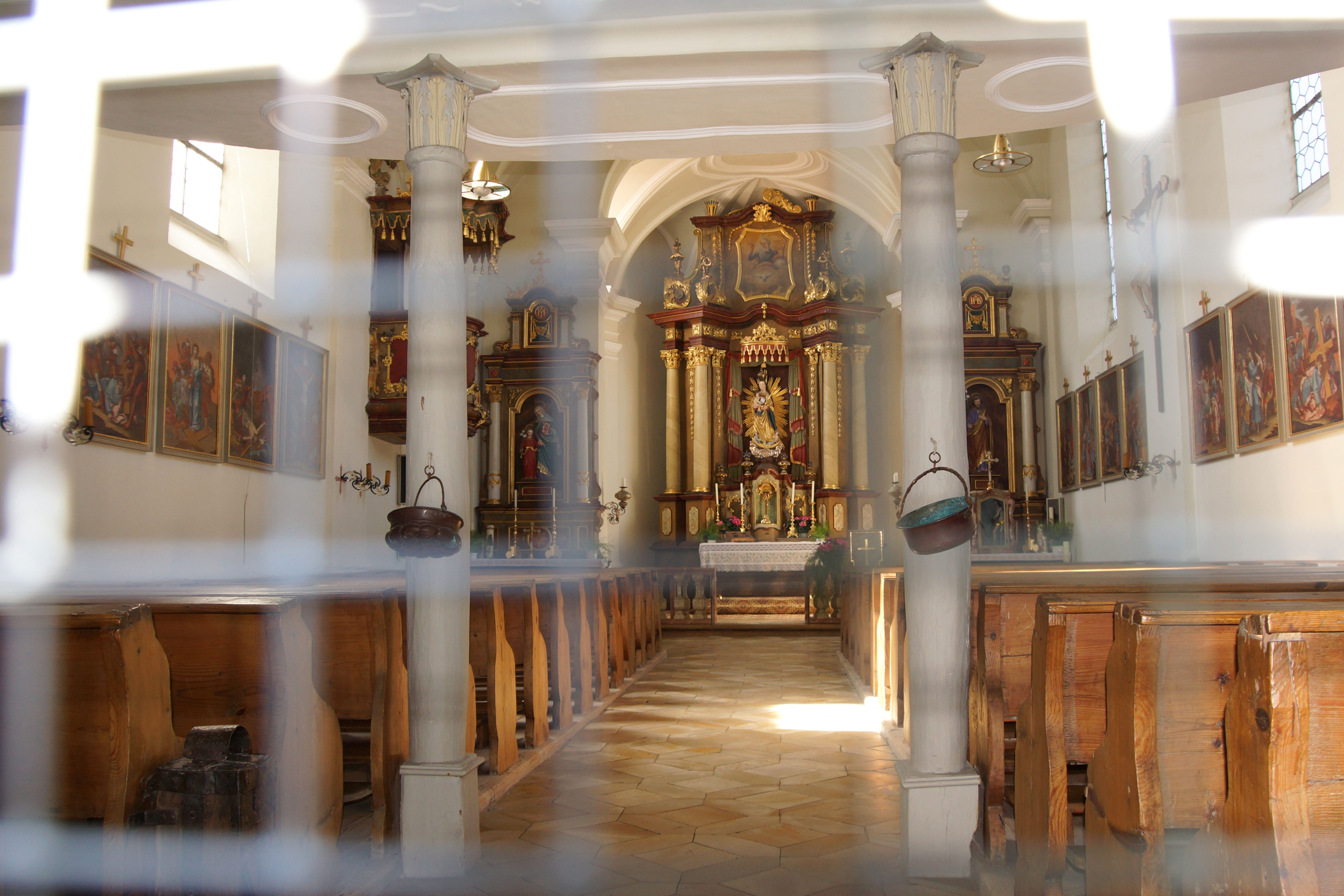
Innenansicht

Die römisch-katholische, denkmalgeschützte Wallfahrtskirche Maria Hilf steht in Siegenhofen, einem Gemeindeteil des Marktes Rieden im Landkreis Amberg-Sulzbach in der Oberpfalz. Die Kirche gehört zum Bistum Regensburg. Das Bauwerk ist unter der Denkmalnummer D-3-71-146-16 als Baudenkmal in die Bayerische Denkmalliste eingetragen.

## Beschreibung
Die Saalkirche wurde 1723 unter Einbeziehung romanischer Mauerteile errichtet. Sie besteht aus einem Langhaus, einem eingezogenen, dreiseitig geschlossenen Chor im Süden und einem spätgotischen Kirchturm an der Ostwand des Langhauses. Sein oberstes Geschoss, das mit einem spitzen Helm bedeckt ist, beherbergt den Glockenstuhl. Südlich des Kirchturms schließt sich die Sakristei an.
Der Innenraum des Langhauses ist mit einem Stichkappengewölbe überspannt. Zur Kirchenausstattung gehört ein am Anfang des 18. Jahrhunderts gebauter Hochaltar, auf dessen Altarretabel eine Mondsichelmadonna dargestellt ist. Die aus dem Kloster Neunburg vorm Wald stammende Orgel wurde von Friedrich Specht 1843 erweitert. 